# Тодор Митов (свещеник)
Вижте пояснителната страница за други личности с името Тодор Митов.
Тодор Стоянов Митов е български свещеник, участник в българските църковни борби през Възраждането, управлявал няколко екзархийски епархии през 70-те години на XIX век, деловодител на революционния комитет „Единство“ в София. Един от изповедниците на Васил Левски  и пръв директор на Софийската девическа гимназия. 

## Биография
Роден е в 1836 година в Пирдоп, където учи при Тодор Хрулев от Свищов и при Атанас Чолаков и Сава Радулов от Панагюрище. След като завършва, в 1858 - 1859 година е учител във Видин, където заедно с Лука Павлов въвеждат новия за времето си взаимоучителен метод. След това преподава в Пирдоп. В 1865 година става свещеник в Пазарджик и е избран за председател на църковно-училищната община. По-късно се мести в София, където временно оглавява новосъздадената Софийска екзархийска епархия до избирането на митрополит Милетий през 1873 г. След това поп Тодор Митов управлява няколко месеца Кюстендилската епархия.
Пре август 1875 година е изпратен от Екзархията във Велес и управлява Велешката българска община и Велешката екзархийска епархия в продължение на две години до 1877 година. Васил Кънчов пише за управлението на епархията от поп Тодор:
| „ | Изборът тоя път бил сполучлив. Поп Тодор се държал много добре както с народа, така и с властите. А като вземем предвид, че той е управлявал епархията в най-мътното време, и то като прост поп, трябва да му отдадем справедливата похвала за енергията му и безстрашието му в онова време, когато много лесно се хвъргаше въжето на врата. | “ |

Във Велес Тодор Митов се сблъсква с патриаршеския митрополит Антим Велешки и Дебърски, когото българската община успява да изгони от града.
По-късно иконом поп Тодор управлява Скопската екзархийска епархия.
През есента на 1878 година става деловодител на софийския комитет „Единство“, оглавен от владиката Мелетий Софийски и организирал Кресненско-Разложкото въстание.
В 1883 година Тодор Митов влиза в комитета за изграждане на храм-паметника „Свети Александър Невски“ в София.
Иконом поп Тодор умира в 1891 година. Погребан е в парцел 46 на Централните софийски гробища.
На 26 януари 2012 година община Пирдоп кръщава улица в Пирдоп на името на Тодор Митов.